# Kommission für Wahrheit und Würde

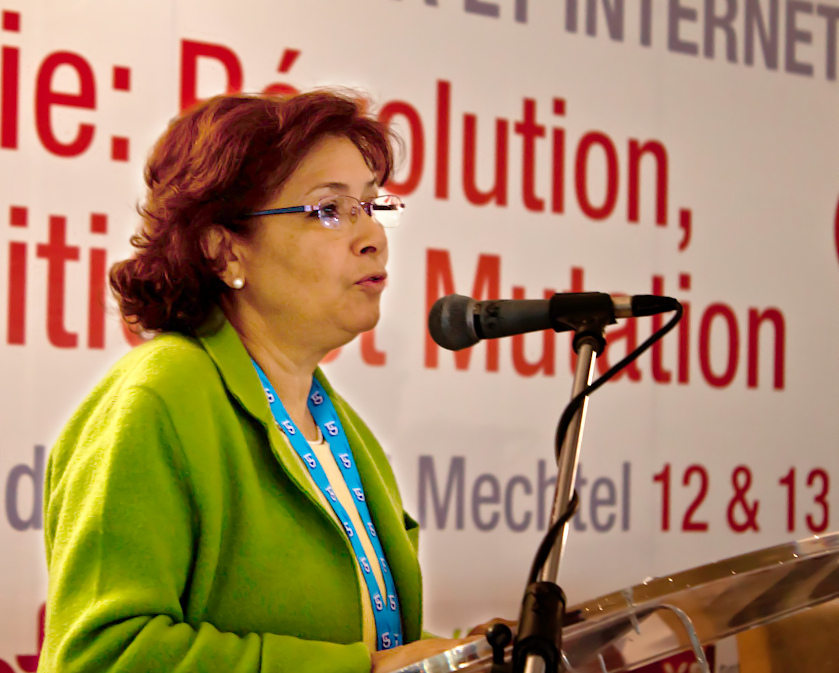
Sihem Bensedrine, die Vorsitzende der Kommission

Die Kommission für Wahrheit und Würde (arabisch هيئة الحقيقة والكرامة, DMG Haiʾat al-Ḥaqīqa wa-l-Karāma) war ein Gremium, das von 2014 bis 2018 im Auftrag der tunesischen Regierung aktiv war. Die Aufgabe der Kommission war die Aufarbeitung von Menschenrechtsverletzungen in Tunesien von 1955 und 2013.

## Aufgaben
Das 15-köpfige Gremium unter der Führung von Sihem Bensedrine, die während der Diktatur Zine el-Abidine Ben Alis wegen ihres Einsatzes für einen unabhängigen Journalismus mehrfach inhaftiert wurde, wurde von der Verfassunggebenden Versammlung damit beauftragt, systematisch Menschenrechtsverletzungen aufzudecken und juristisch zu verfolgen. Zu diesem Zweck untersuchte die Kommission mehr als 50.000 Fälle. Der Schwerpunkt der Ermittlungen lag auf der Aufarbeitung von Staatswillkür, mit der sich die Kommission in unerwartet große Ausmaß konfrontiert sah.

## Entwicklung
Nach der Gründung 2014 stand die Kommission und ihre Arbeit stark im Interesse der Öffentlichkeit. Im Jahr 2016 wurden Prozesse wegen Missbrauchs und Folter im Fernsehen übertragen und circa ein Drittel der Tunesier verfolgte diese. Die Arbeit der Kommission wurde aber erschwert durch die Partei Nidaa Tounes, die sich bei der Parlamentswahl im Oktober 2014 durchsetzen konnte. Der Partei gehören unter anderem ehemalige Anhänger des Regimes Ben Alis an, sodass die Partei an einer Beendigung der Arbeit der Kommission interessiert war. Die Regierungspartei ignorierte die Arbeit der Kommission für Wahrheit und Würde und das öffentliche Interesse an der Kommission ließ nach. Am 26. März 2018 stimmte das Parlament gegen die Verlängerung des Mandats der Kommission, sodass diese am 31. Mai ihre Arbeit beenden musste, ohne einen Abschlussbericht vorgelegt zu haben.
Eine einmalige Verlängerung wäre nach Artikel 18 des zugrunde liegenden Gesetz möglich gewesen. Das Parlament stimmte zwar gegen eine Verlängerung des Mandates, das zuständige Ministerium verlängerte dennoch das Mandat, damit die Kommission wie im Gesetz vorgesehen ihren Abschlussbericht fertigstellen konnte. Diesen veröffentlichte sie am 26. März 2019, genau ein Jahr nachdem das Parlament gegen die Verlängerung gestimmt hatte.
In dem Bericht wird Staatspräsident Beji Caid Essebsi angeklagt in seiner Zeit als Innenminister unter Habib Bourguiba selbst für Menschenrechtsverletzungen verantwortlich gewesen zu sein. Außerdem wurde die mangelnde Reform des Sicherheitsapparates kritisiert sowie die mangelnde Kooperation seitens der Regierung.